# Eclipse Aviation

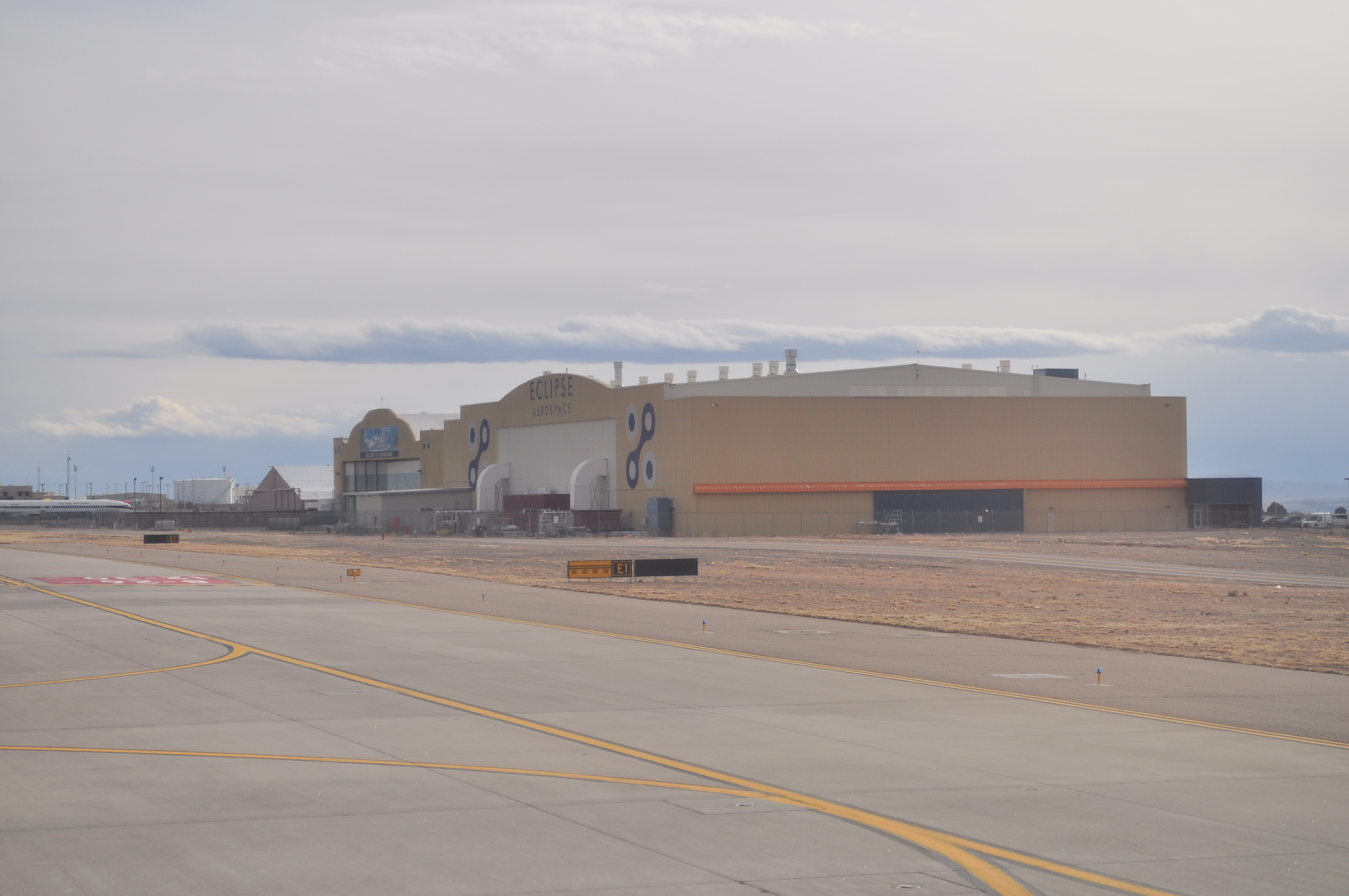
Fabryka Eclipse Aviation

Eclipse Aviation – amerykański producent lekkich samolotów odrzutowych działający w latach 1998–2008, produkujący głównie Eclipse 500 i Eclipse 400.

## Historia
Spółka została założona w 1998 roku przez byłego pracownika Microsoftu, Verna Raburna. Główna siedziba firmy znajdowała się w Albuquerque. W sierpniu 2008 roku zatrudniała około 1150 pracowników. 25 listopada 2008 roku ogłosiła upadłość. Pakiet większościowy oraz infrastruktura została przekazana firmie European Technology and Investment Research Center (ETIRC) Aviation.